# Макаров, Александр Романович
Алекса́ндр Рома́нович Мака́ров (29 декабря 1946, Ленинград — 17 февраля 2015, Санкт-Петербург) — советский и российский художник-мультипликатор. Первый режиссёр на студии анимационного кино «Мельница» на проекте «Приключения в Изумрудном городе» (первые две серии).

## Биография[1]
Родился 29 декабря 1946 в Ленинграде.
Учился в Архитектурно-строительном техникуме, был разнорабочим, маляром и бутафором на киностудии «Ленфильм».
С 1968 по 1991 работал прорисовщиком, аниматором, а затем — режиссёром в цехе анимации на киностудии «Леннаучфильм». Там же обучался на курсах анимации.
В 1977 году, Александр Макаров окончил художественно-графический факультет Ленинградского педагогического института им. Герцена.
В качестве ведущего аниматора принимал участие в создании научно-популярных фильмов, как режиссёр делал учебные фильмы для высшей школы и профессионально-технического образования, пропагандистские киноролики для Министерства здравоохранения и анимационные научно-популярные фильмы.
С 1991 по 1993 работал на студии «Панорама», вёл курсы художников-аниматоров. С 1993 по 1994 он был режиссёром на студии «ЗИС».
С 1995 по 1997 вёл курсы художников-аниматоров, режиссировал анимационные вставки для компьютерных игр на студии «АМИ».
С 1997 работал режиссёром на студии «Миди-Синема», вёл курсы художников-аниматоров.
В 1999 году стал самым первым режиссёром студии «Мельница». Самая первая работа студии был четырёхсерийный мультсериал по мотивам сказки Лаймена Фрэнк Баума, «Приключения в Изумрудном городе».
С 2001 работал аниматором на студии «ИВА».
С 2002 работает в Университете Профсоюзов старшим преподавателем анимации на кафедре звукорежиссуры и музыкального искусства.
Ушёл из жизни 17 февраля 2015.

## Фильмография
- 1997 — Salute to the Victors!
- 1999 — Приключения в Изумрудном городе. Серебряные туфельки
- 1999 — Приключения в Изумрудном городе. Тайна великого волшебника